# Anemone caroliniana
Anemone caroliniana („анемоне Каролина“) е вид тревисто цъфтящо растение от семейство Лютикови (Ranunculaceae).

## Описание
Растенията растат на височина от 10 до 40 см от къси коренища, подобни на клубени, дълги 10 – 30 мм. Стъблените листа са без дръжки. Растението цъфти рано до средата на пролетта с цветове съставени от 10 до 20 чашелистчета (понякога наричани тепили), обикновено бели или мекорозови, но също лилави, по един цвят на стъбло. Чашелистчетата са дълги от 10 до 22 мм и широки 2 – 5 мм. Плодовете са глави с яйцевидна до субцилиндрична форма, дълги 17 – 25 mm.

## Разпространение
Anemone caroliniana се среща в сухи прерии, хамбари и открити скалисти гори.
Родом е от централните и югоизточните части на САЩ, главно в Големите равнини и долината на Мисисипи с разпръснат ареал югоизток от Тенеси и Мисисипи до Каролина (общо название за щатите Северна Каролина и Южна Каролина). Видът е бил откриван и в окръг Виго, Индиана, но оттогава е изчезнал на местно ниво в това състояние.